# Forbes Shire
Koordinaten: 33° 22′ S, 148° 0′ O

Forbes Shire ist ein lokales Verwaltungsgebiet (LGA) im australischen Bundesstaat New South Wales. Das Gebiet ist 4.710,1 km² groß und hat etwa 9.300 Einwohner.
Forbes liegt in der Region Central West etwa 370 km westlich der Metropole Sydney und 280 km nordwestlich der australischen Hauptstadt Canberra. Das Gebiet umfasst 22 Ortsteile und Ortschaften: Bedgerabong, Forbes, Garema, Gunning Gap, Jemalong, Mulguthrie, Mulyandry, Ooma, Paytens Bridge und Teile von Back Creek, Cookamidgera, Corinella, Daroobalgie, Derriwong, Eugowra, Lake Cowal, Mandagery, Ootha, Warraderry, Warroo, Wirrinya und Yarrabandai. Der Sitz des Shire Councils befindet sich in Forbes, wo etwa 8.150 Einwohner leben.

## Verwaltung
Der Forbes Shire Council hat neun Mitglieder, die von den Bewohnern der LGA gewählt werden. Forbes ist nicht in Bezirke untergliedert. Aus dem Kreis der Councillors rekrutiert sich auch der Mayor (Bürgermeister) des Councils.